# Sutic
Sutic är en ort i Mexiko.   Den ligger i kommunen Olintla och delstaten Puebla, i den sydöstra delen av landet, 170 km öster om huvudstaden Mexico City. Sutic ligger 834 meter över havet och antalet invånare är 130.
Terrängen runt Sutic är huvudsakligen kuperad. Sutic ligger uppe på en höjd. Runt Sutic är det ganska tätbefolkat, med 104 invånare per kvadratkilometer. Närmaste större samhälle är Olintla, 2,3 km väster om Sutic. Omgivningarna runt Sutic är en mosaik av jordbruksmark och naturlig växtlighet.